# 足立修
足立 修（あだち おさむ、1972年8月19日 - ）は日本の元サッカー選手。島根県八束郡宍道町（現松江市）出身。現Jリーグフットボール本部のフットボールダイレクター。

## 来歴
松江市立湖南中学校卒業、中学時代はミッドフィールダーとして活躍、U-16代表候補に選出されている。
東海大学付属第五高等学校1年次には日本ジュニアユース代表に選出、3年次の高校選手権ベスト4進出の経験を持つ。一つ下に高野剛。近畿大学大学4年次にはキャプテンとして、初の総理大臣杯に導いた。このころはサイドバックとしてプレーした。
卒業後、1995年に京都パープルサンガ（現京都サンガF.C.）に入団する。木寺浩一・美濃部直彦・田中真二らと共にプレーし、同年末に戦力外通告を受け引退する。そのまま京都に留まり、半年間フロントスタッフ研修として現場のマネージャーを務めた。その後、松本育夫ゼネラルマネージャー（当時）にスカウトへの転身を要請され、朴康造らをスカウトしている。
1999年、スカウトとしてやっていく自信を深めた所へ京都側から営業への転身を打診される。そこで正式に退社し、ヴィッセル神戸とプロのスカウトとして契約、北本久仁衛・岩丸史也・坪内秀介らをスカウトした。
2002年、サンフレッチェ広島にヘッドハントされ、広島のトップチームおよびユースのスカウトに就任した。例えば、青山敏弘・柏木陽介（ユース時）・清水航平の広島入団は足立がスカウトとして絡んでいる。そのほかには高円宮杯U-18サッカーリーグ プリンスリーグ中国競技委員長を務め、一時はスタジアムFMの解説者としても活躍していた。その他平和祈念広島国際ユースサッカーで毎年、広島県高校選抜のヘッドコーチを務め、トレセン活動でも地元に貢献しており、将来の広島へのスカウト活動に向け地道な種まきを行っている。
2014年9月、広島強化部長代理に昇格する。2015年3月織田秀和強化部長が急遽社長に就任したことに伴い、強化部長へ昇格した。
2023年限りで強化部長の退任が発表されると同時に、Jリーグフットボール本部のフットボールダイレクターに就任することが発表された。

## 略歴
- 東海大学付属第五高等学校
- 近畿大学
- 1995年 : 京都パープルサンガ選手
- 1996年 - 1998年 : 京都パープルサンガスカウト
- 1999年 - 2001年 : ヴィッセル神戸スカウト
- 2002年 - 2014年 : サンフレッチェ広島スカウト
- 2014年 : サンフレッチェ広島強化部長代理　兼　スカウト
- 2015年 -2023年 サンフレッチェ広島強化部長
- 2024年- Jリーグフットボールダイレクター

## 個人成績
| 国内大会個人成績 | 国内大会個人成績 | 国内大会個人成績 | 国内大会個人成績 | 国内大会個人成績                       | 国内大会個人成績 | 国内大会個人成績 | 国内大会個人成績 | 国内大会個人成績 | 国内大会個人成績 | 国内大会個人成績 | 国内大会個人成績 |
| 年度             | クラブ           | 背番号           | リーグ           | リーグ戦                               | リーグ戦         | リーグ杯         | リーグ杯         | オープン杯       | オープン杯       | 期間通算         | 期間通算         |
| 年度             | クラブ           | 背番号           | リーグ           | 出場                                   | 得点             | 出場             | 得点             | 出場             | 得点             | 出場             | 得点             |
| 日本             | 日本             | 日本             | 日本             | リーグ戦                               | リーグ戦         | リーグ杯         | リーグ杯         | 天皇杯           | 天皇杯           | 期間通算         | 期間通算         |
| ---------------- | ---------------- | ---------------- | ---------------- | -------------------------------------- | ---------------- | ---------------- | ---------------- | ---------------- | ---------------- | ---------------- | ---------------- |
| 1995             | 京都             | 32               | 旧JFL            |                                        |                  | -                | -                |                  |                  |                  |                  |
| 通算             | 日本             | 日本             | 旧JFL            | \|\|\|\|colspan="2"\|-\|\|\|\|\|\|\|\| |                  |                  |                  |                  |                  |                  |                  |
| 総通算           | 総通算           | 総通算           | 総通算           | \|\|\|\|0\|\|0\|\|\|\|\|\|\|\|         |                  |                  |                  |                  |                  |                  |                  |

## 参考資料
- 中野和也「ゼロからのスタート 強化部スカウト 足立修さん」『紫熊倶楽部』第133巻、オフィス・ウェンブリー、2009年3月、20-21頁。